# Лезвие бритвенного прибора
Ле́звие бри́твы — плоская, как правило, металлическая заточенная часть инструмента для бритья. Лезвия имеют два режущих края и прорезь для установки в бритвенный станок.
Лезвия индивидуально упаковывают в бумажные конвертики таким образом, чтобы режущий край не касался бумаги. В упаковке обычно пять или десять конвертиков.

## История создания
Кинг Кэмп Жилетт в 1890-х годах изобрёл способ изготовления бритвенного лезвия из тонкого стального листа, края которого очень остро затачивались. Большое преимущество лезвия бритвы заключается в том, что тупое лезвие в станке быстро заменяется на новое острое и что оно стоит относительно недорого. Бритвенные станки с одноразовыми лезвиями серьёзно потеснили на рынке опасные бритвы.

## Марки бритвенных лезвий
Лидерами на современном рынке лезвий являются компании Gillette и Wilkinson Sword.
В СССР выпускались лезвия марок «Нева», «Балтика», «Спутник», «Восход», «Ленинград», «Ладас».
В России на заводе «Мосточлегмаш» выпускаются лезвия «Рапира», в Санкт-Петербурге ЗАО «Петербургский продактс интернейшнл» выпускает лезвия марок «Спутник», «Аstra», « 7 o’clock», «Polsilver», «Perma-sharp».
- Разные формы двусторонних лезвий
- Разные типы лезвий
- Односторонние несъёмные лезвия сменных головок